# Инилеев, Рауф Талгатович
Рауф Талгатович Инилеев (узб. Rauf Talgatovich Inileyev; 8 октября 1950, Ташкент, Узбекская ССР, СССР) — советский и узбекистанский футболист и тренер.

## Карьера

### Карьера в качестве футболиста
Рауф Инилеев начал свою профессиональную карьеру в качестве футболиста в начале 1973 года. В том году он играл за команду дублёров ташкентского «Пахтакора» и играл в составе дублёров «Пахтакора» но так и не попав в основную команду, в 1975 году покинул клуб. В последующие годы играл в таких клубах как: «Мехнат» (Джизак), «Старт» (Ташкент) и «Звезда» (Джизак). В 1988 завершил свою игровую карьеру.

### Карьера в качестве тренера
С 1989 работал тренером в джизакском «Ешлике». В 1993 году его пригласили в Ташкент на новообразованную команду «Чиланзар», где он работал до 1996 года. В 1997 году стал главным тренером «Согдианы» и работал в Джизаке до 2000 года. Позднее он руководил такими клубами, как «Шуртан» и «Андижан».
В начале 2006 года был назначен главным тренером молодёжной сборной Узбекистана. В том году вместе со сборной Инилеев дошёл до четвертьфинала футбольного турнира Азиатских Игр 2006 года в Катаре. Позднее в конце2006 года после увольнения Валерия Непомнящия с поста главного тренера, он стал главным тренером национальной сборной Узбекистана и участвовал вместе со сборной в Кубке Азии 2007 года. В Кубке Азии сборная Узбекистана дошла до четвертьфинала и проиграв сборной Саудовской Аравии со счётом 2:1 и покинула турнир. В том году Рауф Инилеев был признан лучшим тренером года в Узбекистане и АФК. В сентябре 2008 года после неудачных матчей в рамках квалификации на Чемпионат Мира 2010 года, Инилеев был уволен с поста главного тренера сборной Узбекистана.
В январе 2009 года Рауф Инилеев подписал двухлетний контракт с клубом «Бухара» но в конце того же сезона был уволен по причине того что «Бухара» вылетела с Высшей Лиги на Первую Лигу заняв 15-е место.
22 марта 2010 года Инилеев стал главным тренером «Согдианы» которая вылетела в Первую Лигу. Спустя год Инилеев смог вывести «Согдиану» в Высшую Лигу но уже в этом же сезоне команда опять вылетела в Первую Лигу. После очередного вылета, Рауф Инилеев покинул джизакскую команду.
21 января 2014 года подписал контракт с казахстанским клубом «Мактаарал» из первой лиги, но 30 июня подал в отставку.
С декабря 2016 года главный тренер ташкентского клуба «Обод».

## Награды
- Лучший тренер года в АФК: 2007
- Лучший тренер года в Узбекистане: 2007